# Banyakan (plaats)
Banyakan is een bestuurslaag in het regentschap Kediri van de provincie Oost-Java, Indonesië. Banyakan telt 6398 inwoners (volkstelling 2010).